# Esercizio (economia)
L'esercizio,  in economia, indica l'insieme dei fatti della gestione aziendale, oggetto di rilevazione, che occorrono in un periodo di tempo determinato (di solito un anno).
Il termine "esercizio" viene inoltre usato per indicare il periodo di rilevazione riguardo a una determinata attività (come ad esempio in caso di "bilancio d'esercizio").